# Marvel-Pocket
Marvel-Pocket var en svensk pocketserie med serier från förlaget Marvel Comics. Pocketserien var en del i Semics satsning Marvelklubben. 1984 utgav man en svartvit pocket med mestadels klassiska superhjälteserier från 1960-talet. Marvel-Pocket hade både löpande numrering och standardnumrering (nr/år). Utgivningen bar sig bara något år, men fem pocketar hanns med.
Redaktör var Cristian Hammarström.

## Utgivning
- Marvel-Pocket nr 1 (1/84): Spindelmannen möter Gröna trollet
- Marvel-Pocket nr 2 (1/85): Fantastiska fyran möter Galactus
- Marvel-Pocket nr 3 (2/85): Spindelmannen och Doktor Octopus
- Marvel-Pocket nr 4 (3/85): Hämnarna
- Marvel-Pocket nr 5 (4/85): Spindelmannen möter Kingpin

 Artikeln var, i den version den hade den 25 januari 2006, helt eller delvis hämtad från Seriewikin (hos Seriefrämjandet): Marvel-Pocket